# Eumeswil
Eumeswil es una novela de 1977 del autor alemán Ernst Jünger. La narrativa está ambientada en un mundo post-apocalíptico no identificable en el tiempo, en algún lugar del actual Marruecos. Sigue la vida interior y exterior de Martín/Manuel Venator, un historiador de la ciudad-estado de Eumeswil que también tiene un trabajo de medio tiempo en el bar nocturno del tirano gobernante de Eumeswil, el Cóndor. El libro fue publicado en español en 1980 por Seix Barral (traducido por Marciano Villanueva) y en inglés en 1993, traducido por Joachim Neugroschel.

## Temas
El tema clave en la novela es la figura del Anarca, el individuo interiormente libre que vive tranquila y desapasionadamente dentro de la sociedad y el mundo pero no pertenece a ellos. El Anarca es una figura ideal metafísica de un individuo soberano, concebida por Jünger. Jünger fue grandemente influenciado por el pensador del egoísmo Max Stirner. De hecho, el Anarca parte de la concepción de Stirner del Único (der Einzige), un hombre que forma un vínculo alrededor de algo concreto en lugar de algo ideal, pero luego desarrolla esta idea de manera sutil pero crítica más allá del concepto de Stirner.

El Anarca es la contraparte positiva del anarquista.

Soy un anarca, no porque desprecie a la autoridad, sino porque la necesito. Del mismo modo, no soy un no-creyente, sino un hombre que exige algo en lo que valga la pena creer.
Aunque soy un anarca, no soy antiautoritario. Todo lo contrario: necesito a la autoridad, aunque no creo en ella. Mis facultades críticas se agudizan por la falta de credibilidad en lo que pido. Como historiador, sé lo que se puede ofrecer.

El Anarca es para el anarquista, lo que el monarca es para el monárquico.
 Ernst Jünger

## Recepción
Publishers Weekly repasó el libro en 1994: «En este estudio agudo, aunque laberíntico, de un individuo comprometido, [Jünger] hace gala de su pasado y su presente, jugando a lo largo de la historia y la cultura de Occidente con una deslumbrante gama de alusiones desde Homero y Nerón, hasta Poe y Lenin, mostrando su erudición, pero sin encender el interés del lector».